# 禹里镇
禹里镇是中国四川省北川羌族自治县下属的一个镇，也是该县的旧县城所在地。禹里乡位于北川县境中部，北纬°51′，东经104°18′，县城曲山镇西北22公里。面积218平方公里，人口14361人（其中羌、藏、回、苗等少数民族人口12009人，占全乡总人口的93.6%），下辖26个村和1个社区居委会。
禹里原名治城。自公元566年北周时期北川建县起1300余年，县治一直设在此处。1935年4月22日，中国工农红军进占治城，政治部设于英国圣公会设立的北川县福音堂（今蚕茧站），7月19日，红军撤离北川，县城内外所有房屋全部被毁，此后逐渐得到恢复。1952年9月，新政府将县城迁往交通较为方便的曲山镇。1992年，治城、青石、禹里、三乡合并，成立新的禹里乡。
禹里镇基本上为山地地形，海拔在750-2190米之间。
禹里镇有绵阳经北川西去茂县、北上松潘的北茂、北松公路通过，是附近乡镇的商品集散地。
大禹故里风景区位于禹里乡境内。
禹里镇拥有1所中学、5所小学，以及北川县第二人民医院。

## 行政区划
禹里镇下辖以下地区：
禹里社区、湔江村、登高村、清凉村、慈竹村、望江村、柏林村、茶林村、石纽村、紫阳村、水秀村、沿河村、三坝村、青杠村、大湾村、三合村、三坪村、三化村、杉柏村、新堡村、庙坪村、双义村、禹里村、禹穴村、鸣牛村、庙坝村和云安村。